# 桂洪集團
桂洪集團是香港一間地產公司，公司於香港、加拿大及英國開發房地產項目。
1972年，陳桂洪創立桂洪集團，先後在香港發展多項地產項目。陳桂洪過世後，公司由女婿凌志堅打理。
2016年，桂洪集團成立精品服務式住宅品牌BEAK，先後推出上環BEAK Lane及炮台山Beak Terrace。
2021年，桂洪集團推出巿區重建項目曼翹。

## 旗下項目
- 香港堅道嘉景臺
- 香港西營盤廣豐臺
- 香港上環銀禧大廈
- 香港山頂堪仕達道1號
- 香港北角和富豪庭
- 香港太子金楓雅閣
- 香港元朗夏威夷豪園
- 香港元朗峰景豪園
- 香港北角桂洪集團中心
- 香港上環Beak Lane
- 香港炮台山Beak Terrace
- 英國倫敦肯盛頓大街165至181號
- 香港紅磡曼翹

## 連結
- BEAK （页面存档备份，存于）